# Winnie l'ourson : La Chasse au miel de Tigrou
Winnie l'ourson : la Chasse au miel de Tigrou (Tigger's Honey Hunt) est un jeu vidéo de plates-formes sorti en 2000 sur Nintendo 64, PlayStation et Windows. Le jeu a été développé par le studio lyonnais Dôki Denki (anciennement Héliovision/Héliogame) pour le compte de Disney Interactive puis édité par NewKidCo et Ubisoft.
Le jeu est basé sur la série d'animation Winnie l'ourson.

## Système de jeu
Dans Winnie l'ourson : La Chasse au miel de Tigrou, le joueur contrôle Tigrou et doit récolter des pots de miel pour l'anniversaire de Winnie. Plusieurs niveaux sont disponibles, ainsi que différents mini-jeux.
S'il récolte plus de cent pots de miel aux niveaux 1 à 4, le joueur à la possibilité d'utiliser Winnie comme personnage jouable.

## Voix originales
- Jim Cummings : Winnie l'ourson, Tigrou
- Nikita Hopkins : Petit Gourou
- Gregg Berger : Bourriquet
- Brady Bluhm : Jean-Christophe
- Ken Sansom : Coco Lapin
- Andre Stojka : Maitre Hibou
- Michael Gough : la Taupe
- Steve Schatzberg : Porcinet
- Tress MacNeille : Maman Gourou